# Gudahagen
Gudahagen är en vikingatida fornlämning i Näsums socken i Bromölla kommun, belägen söder om Näsums kyrka.
Varje år anordnas en Vikingamarknad den tredje helgen i september på platsen.

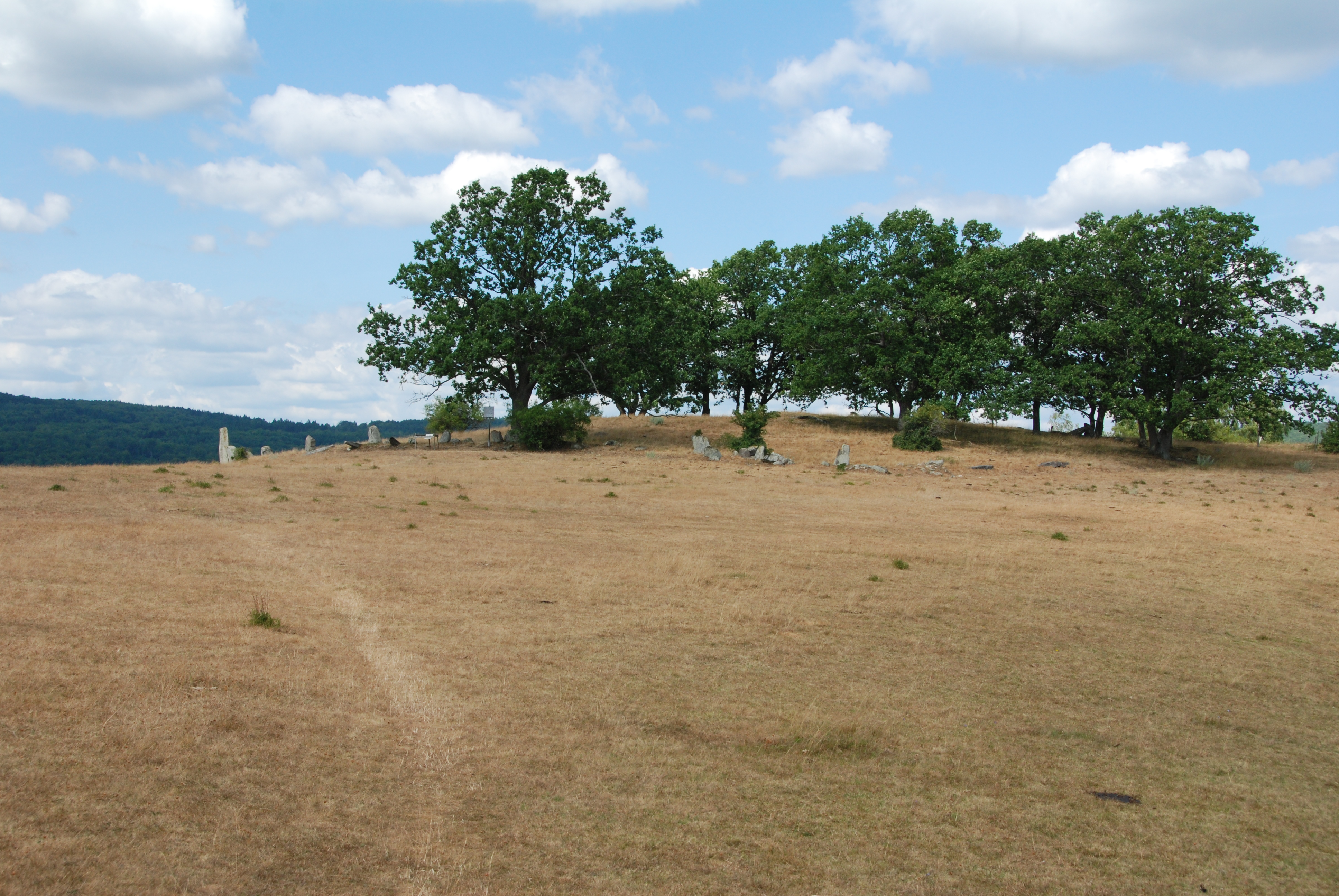
Gudahagen
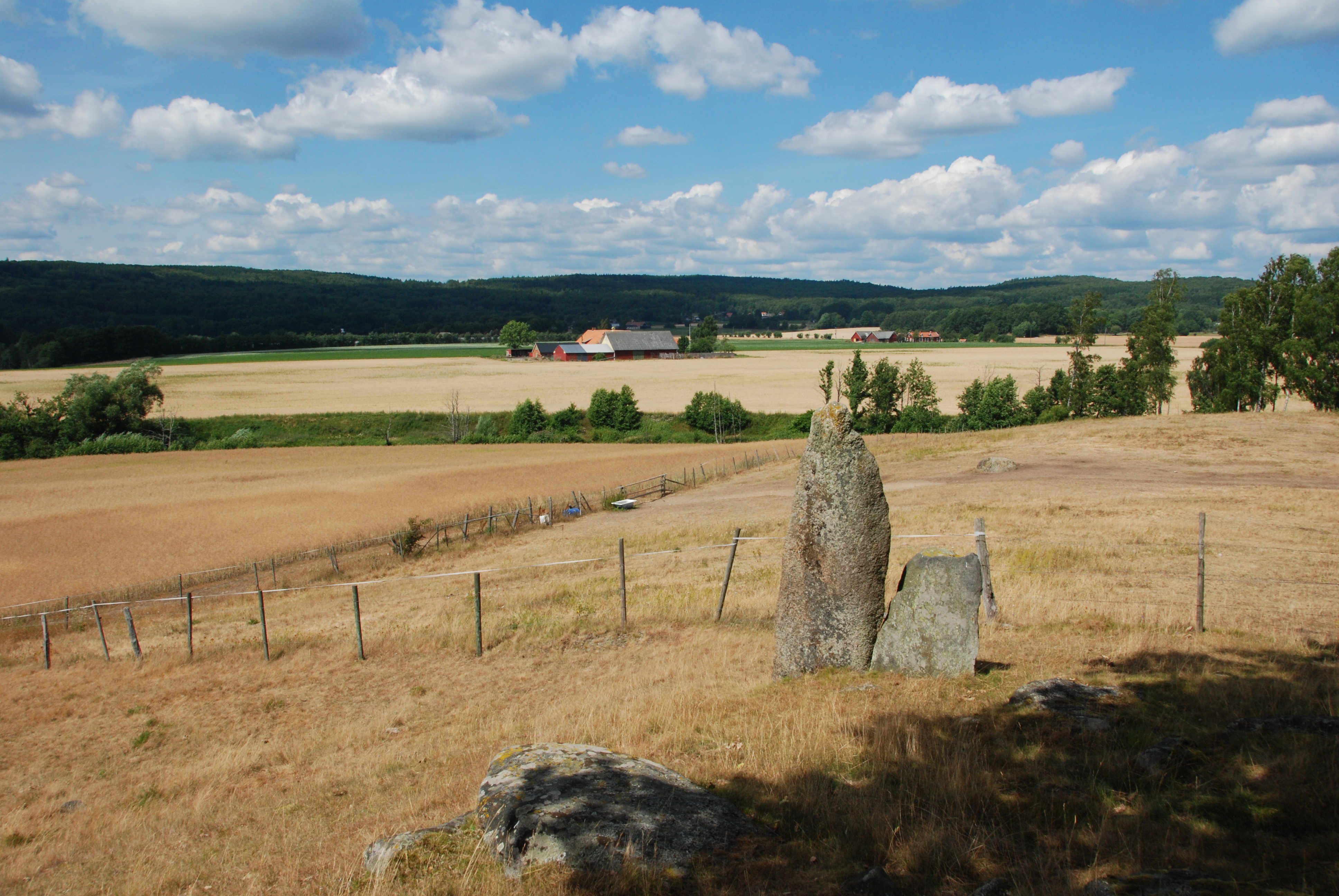
Gudahagen
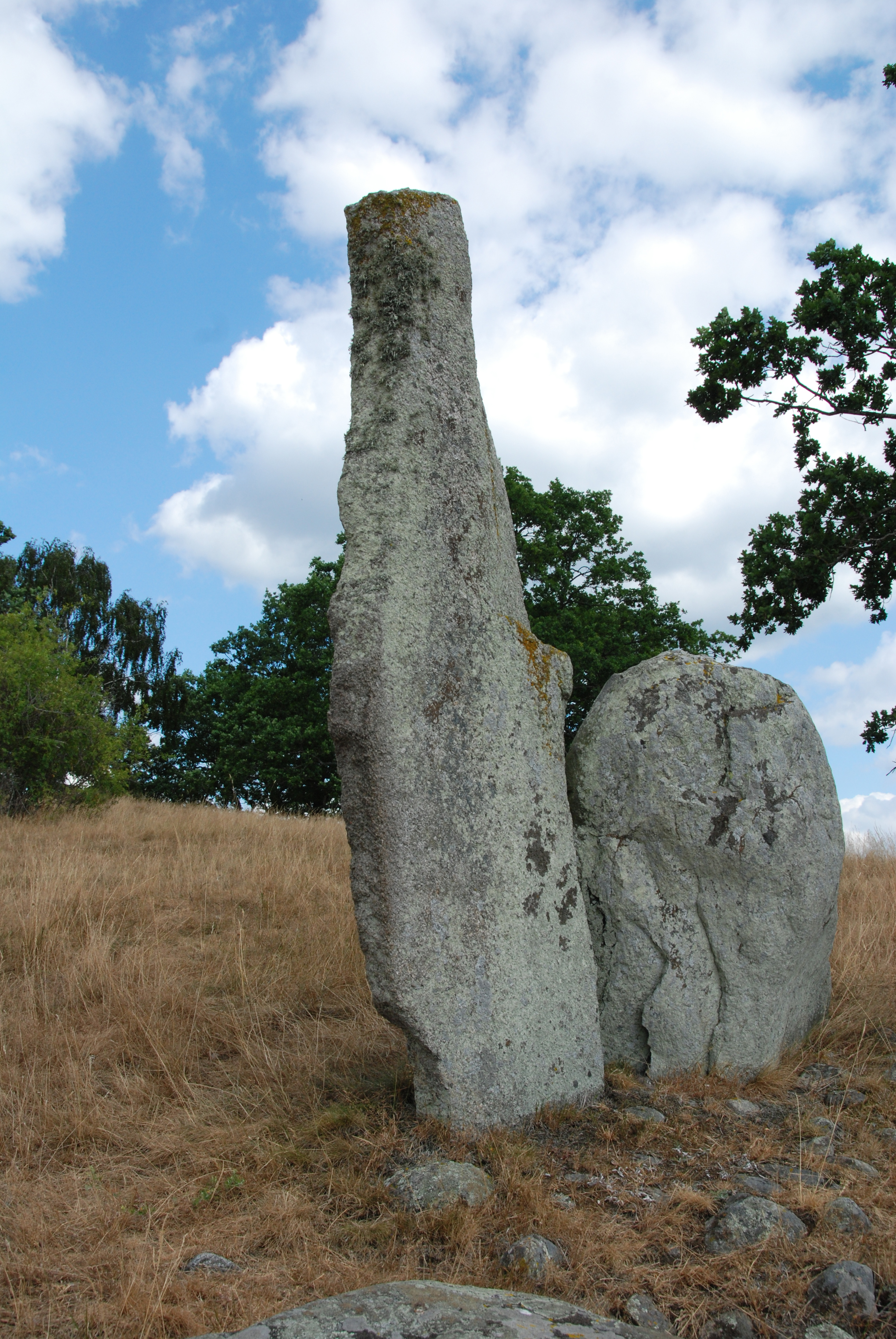
Gudahagen
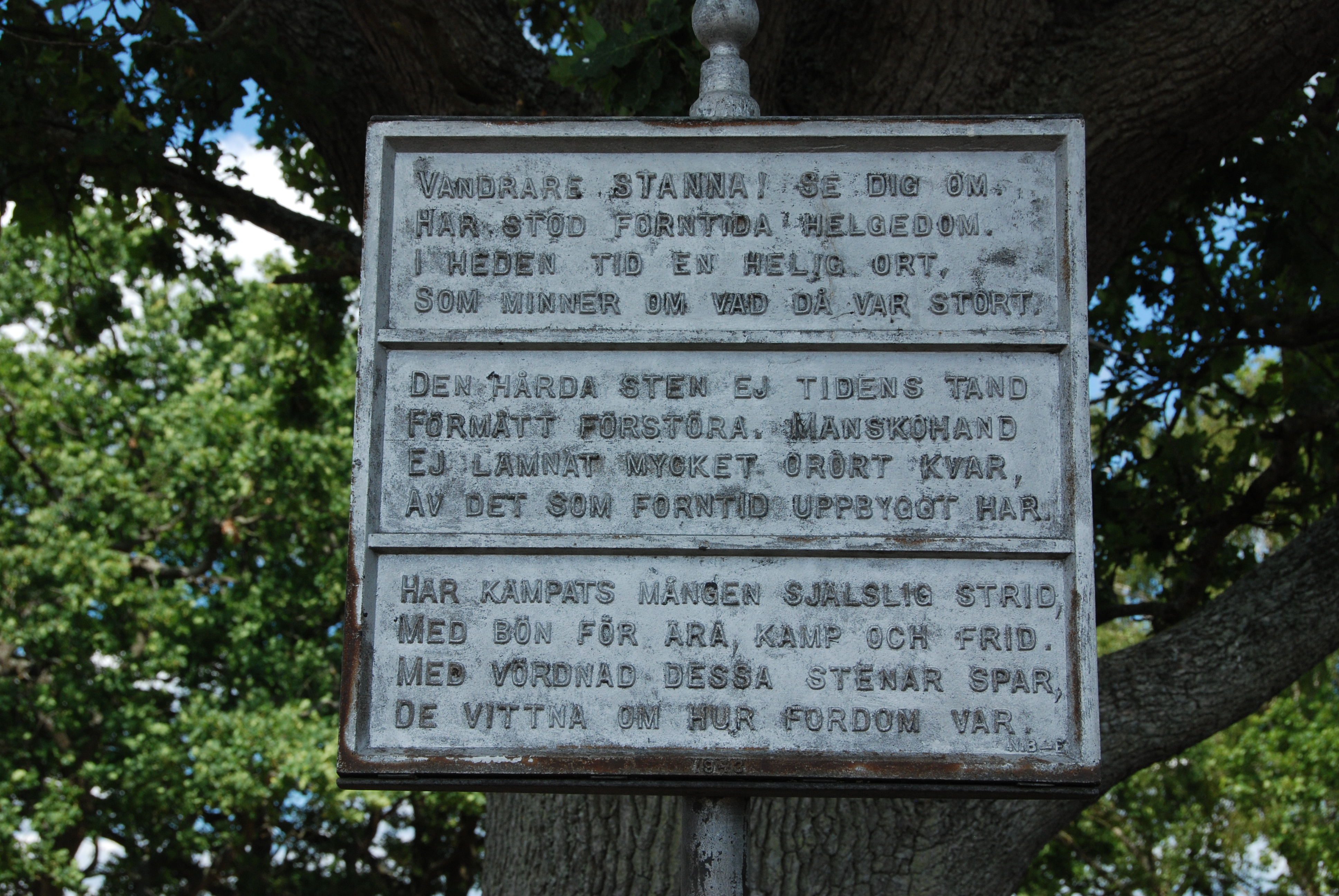
Skylt Gudahagen
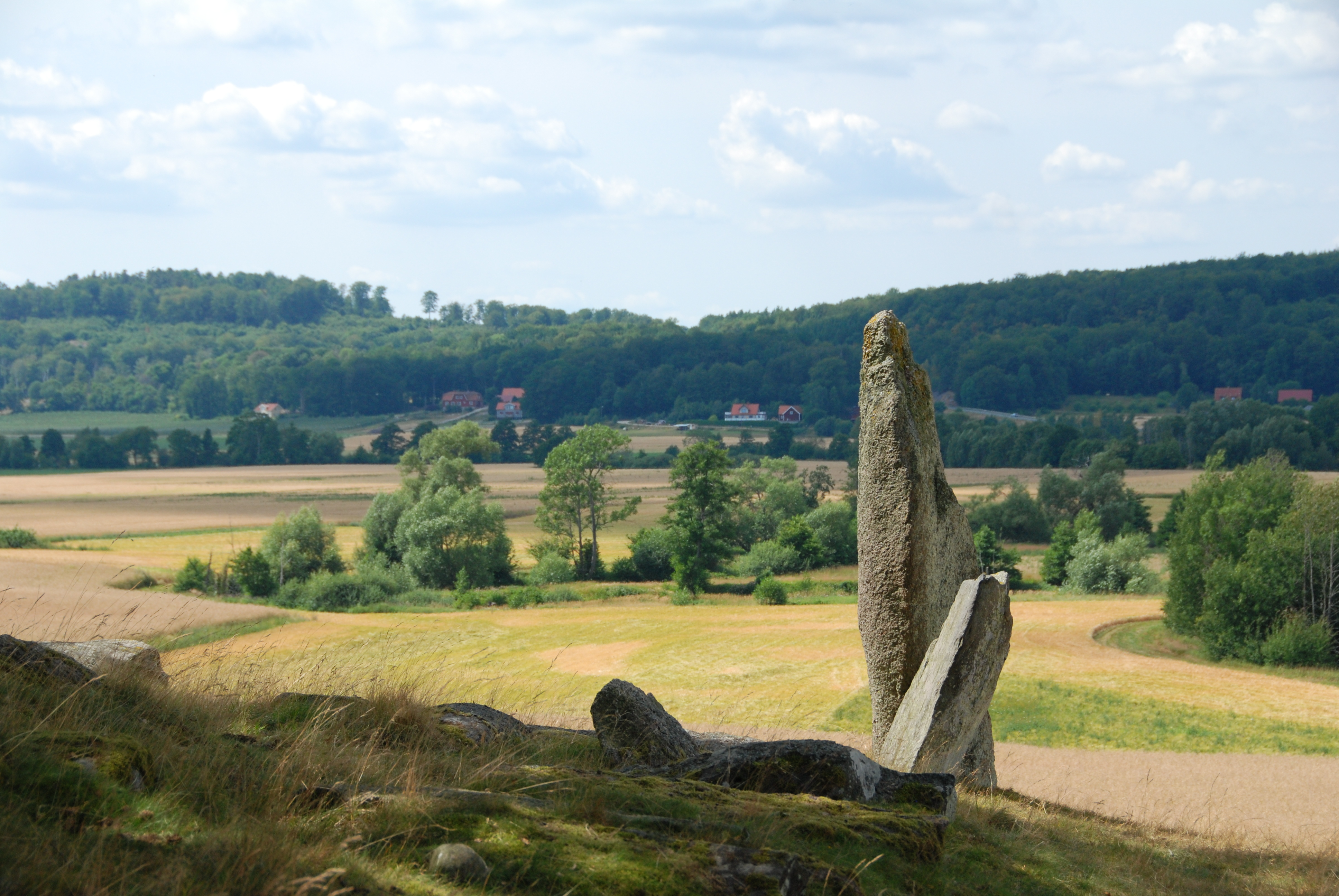
Gudahagen